# Lista prezydentów Węgier
Chronologiczna lista głów państwa węgierskiego

## Powstanie węgierskie (1848–1849)
| Osoba | Osoba                               | Osoba   | Kadencja         | Kadencja         | Partia polityczna |
| #     | Imię i nazwisko                     | Portret | Od               | Do               | Partia polityczna |
| ----- | ----------------------------------- | ------- | ---------------- | ---------------- | ----------------- |
| 1     | Lajos Kossuth (1802–1894)           |         | 14 kwietnia 1849 | 11 sierpnia 1849 | Partia opozycyjna |
| -     | Artur Görgey (1818–1916) tymczasowo |         | 11 sierpnia 1849 | 13 sierpnia 1849 | wojskowy          |

## Węgierska Republika Ludowa
16 listopada 1918 r. Węgry proklamowały republikę

### Prezydenci Węgier
| Osoba | Osoba                      | Osoba   | Kadencja          | Kadencja      | Partia polityczna |
| #     | Imię i nazwisko            | Portret | Od                | Do            | Partia polityczna |
| ----- | -------------------------- | ------- | ----------------- | ------------- | ----------------- |
| 1     | Mihály Károlyi (1875–1955) |         | 16 listopada 1918 | 21 marca 1919 | bezpartyjny       |

## Węgierska Republika Rad (1919)

### Oficjalne głowy państwa
| Osoba | Osoba | Osoba   | Kadencja        | Kadencja        | Partia polityczna           |
| #     | Imię i nazwisko                                                                                                   | Portret | Od              | Do              | Partia polityczna           |
| ----- | --- | ------- | --------------- | --------------- | --------------------------- |
| 1     | Sándor Garbai (1879–1949) jako Przewodniczący Centralnej Węgierskiej Rady Wykonawczej                             |         | 21 marca 1919   | 1 sierpnia 1919 | Komunistyczna Partia Węgier |
| -     | Gyula Peidl (1873–1943) Tymczasowo jako premier w związku z brakiem głowy państwa (status głowy państwa niejasny) |         | 1 sierpnia 1919 | 6 sierpnia 1919 | MSZDP                       |

### Faktyczny przywódca
- 21 marca – 1 sierpnia 1919: Béla Kun (przywódca partii komunistycznej)

## Okres rewolucyjny (1919–1920)
| Osoba | Osoba                                                              | Osoba   | Kadencja          | Kadencja          | Partia polityczna |
| #     | Imię i nazwisko                                                    | Portret | Od                | Do                | Partia polityczna |
| ----- | ------------------------------------------------------------------ | ------- | ----------------- | ----------------- | ----------------- |
| 1     | Józef August Habsburg (1872–1962) regent                           |         | 6 sierpnia 1919   | 23 sierpnia 1919  | bezpartyjny       |
| -     | István Friedrich (1883–1951) tymczasowa głowa państwa jako premier |         | 23 sierpnia 1919  | 24 listopada 1919 | KNEP              |
| -     | Károly Huszár (1882–1941) tymczasowa głowa państwa jako premier    |         | 24 listopada 1919 | 1 marca 1920      | KNEP              |

## Królestwo Węgier (1920–1946)
formalnie przywrócono monarchię, ale nikogo już nie koronowano
| Osoba | Osoba                                   | Osoba   | Kadencja     | Kadencja             | Partia polityczna |
| #     | Imię i nazwisko                         | Portret | Od           | Do                   | Partia polityczna |
| ----- | --------------------------------------- | ------- | ------------ | -------------------- | ----------------- |
| 1     | Miklós Horthy (1868–1957) Regent Węgier |         | 1 marca 1920 | 15 października 1944 | bezpartyjny       |

### Państwo Węgierskie(1944–1945)
Po rozpoczęciu okupacji niemieckiej powstało efemeryczne Państwo Węgierskie, formalnie jednak nie zniesiono monarchii i w sensie prawnym było to to samo państwo
| Osoba | Osoba                                                           | Osoba   | Kadencja             | Kadencja      | Partia polityczna |
| #     | Imię i nazwisko                                                 | Portret | Od                   | Do            | Partia polityczna |
| ----- | --------------------------------------------------------------- | ------- | -------------------- | ------------- | ----------------- |
| 1     | Ferenc Szálasi (1897–1946) Przywódca Narodu (węg. Nemzetvezető) |         | 16 października 1944 | 28 marca 1945 | Strzałokrzyżowcy  |

### Okupacja sowiecka (1944–1946)
| Osoba | Osoba | Osoba | Kadencja         | Kadencja         | Partia polityczna |
| #     | Imię i nazwisko | Portret | Od               | Do               | Partia polityczna |
| ----- | --- | --- | ---------------- | ---------------- | ----------------- |
| -     | Béla Miklós (1890–1948) jako Przewodniczący Centralnej Węgierskiej Rady Wykonawczej | | 21 grudnia 1944  | 25 stycznia 1945 | bezpartyjny       |
| -     | Wielka Rada Narodowa I Wielka Rada Narodowa, członkowie: - Béla Zsedényi: 26 stycznia 1944 – 7 grudnia 1945 - Béla Miklós: 26 stycznia 1944 – 7 grudnia 1945 - Ernő Gerő: 26 stycznia 1944 – 11 maja 1945 - József Révai: 11 maja 1945 – 27 września 1945 - Mátyás Rákosi: 27 września 1945 – 7 grudnia 1945 II Wielka Rada Narodowa, członkowie: - Ferenc Nagy: 7 grudnia 1945 – 1 lutego 1946 - Zoltán Tildy (ex officio): 7 grudnia 1945 – 1 lutego 1946: - László Rajk: 7 grudnia 1945 – 1 lutego 1946 - Béla Varga: 7 grudnia 1945 – 8 stycznia 1946 | Wielka Rada Narodowa I Wielka Rada Narodowa, członkowie: - Béla Zsedényi: 26 stycznia 1944 – 7 grudnia 1945 - Béla Miklós: 26 stycznia 1944 – 7 grudnia 1945 - Ernő Gerő: 26 stycznia 1944 – 11 maja 1945 - József Révai: 11 maja 1945 – 27 września 1945 - Mátyás Rákosi: 27 września 1945 – 7 grudnia 1945 II Wielka Rada Narodowa, członkowie: - Ferenc Nagy: 7 grudnia 1945 – 1 lutego 1946 - Zoltán Tildy (ex officio): 7 grudnia 1945 – 1 lutego 1946: - László Rajk: 7 grudnia 1945 – 1 lutego 1946 - Béla Varga: 7 grudnia 1945 – 8 stycznia 1946 | 26 stycznia 1945 | 1 lutego 1946    |                   |

## Republika Węgierska (1946–1949)
| Osoba | Osoba                       | Osoba   | Kadencja        | Kadencja         | Partia polityczna |
| #     | Imię i nazwisko             | Portret | Od              | Do               | Partia polityczna |
| ----- | --------------------------- | ------- | --------------- | ---------------- | ----------------- |
| 1     | Zoltán Tildy (1889–1961)    |         | 1 lutego 1946   | 3 sierpnia 1948  | FKGP              |
| 2     | Árpád Szakasits (1888–1965) |         | 3 sierpnia 1948 | 23 sierpnia 1949 | MDP               |

## Węgierska Republika Ludowa (1949–1989)
Przewodniczący Rady Prezydialnej, w latach 1949–1989 kolegialnej głowy państwa. Przewodniczący pełnił jedynie m.in. funkcje reprezentacyjne i protokolarne.
| Osoba | Osoba                           | Osoba   | Kadencja         | Kadencja             | Partia polityczna              |
| #     | Imię i nazwisko                 | Portret | Od               | Do                   | Partia polityczna              |
| ----- | ------------------------------- | ------- | ---------------- | -------------------- | ------------------------------ |
| 1     | Árpád Szakasits (1888–1965)     |         | 23 sierpnia 1949 | 8 maja 1950          | MDP                            |
| 2     | Sándor Rónai (1892–1965)        |         | 8 maja 1950      | 14 sierpnia 1952     | MDP                            |
| 3     | István Dobi (1898–1968)         |         | 14 sierpnia 1952 | 14 kwietnia 1967     | MDP (do 1956), MSZMP (od 1956) |
| 4     | Pál Losonczi (1919–2005)        |         | 14 kwietnia 1967 | 25 czerwca 1987      | MSZMP                          |
| 5     | Károly Németh (1922–2008)       |         | 25 czerwca 1987  | 29 czerwca 1988      | MSZMP                          |
| 6     | Brúnó Ferenc Straub (1914–1996) |         | 29 czerwca 1988  | 23 października 1989 | bezpartyjny                    |

### Sekretarze Generalni Węgierskiej Partii Pracujących, od 1956 Węgierskiej Socjalistycznej Partii Robotniczej
| Osoba | Osoba                     | Osoba   | Kadencja             | Kadencja             | Partia polityczna                                                                |
| #     | Imię i nazwisko           | Portret | Od                   | Do                   | Partia polityczna                                                                |
| ----- | ------------------------- | ------- | -------------------- | -------------------- | -------------------------------------------------------------------------------- |
| 1     | Mátyás Rákosi (1892–1971) |         | luty 1945            | 18 lipca 1956        | Węgierska Partia Pracujących, od 1956 Węgierska Socjalistyczna Partia Robotnicza |
| 2     | Ernő Gerő (1898–1980)     |         | 18 lipca 1956        | 25 października 1956 | Węgierska Partia Pracujących, od 1956 Węgierska Socjalistyczna Partia Robotnicza |
| 3     | János Kádár (1912–1989)   |         | 25 października 1956 | 27 maja 1988         | Węgierska Partia Pracujących, od 1956 Węgierska Socjalistyczna Partia Robotnicza |
| 4     | Károly Grósz (1930–1996)  |         | 27 maja 1988         | 7 października 1989  | Węgierska Partia Pracujących, od 1956 Węgierska Socjalistyczna Partia Robotnicza |

## Republika Węgierska (1989–2012),Węgry(od 2012)
| Osoba | Osoba                                      | Osoba   | Kadencja             | Kadencja                     | Partia polityczna |
| #     | Imię i nazwisko                            | Portret | Od                   | Do                           | Partia polityczna |
| ----- | ------------------------------------------ | ------- | -------------------- | ---------------------------- | ----------------- |
| -     | Mátyás Szűrös (1933–) prezydent tymczasowy |         | 23 października 1989 | 2 maja 1990                  | MSZP              |
| -/1   | Árpád Göncz (1922–2015)                    |         | 2 maja 1990          | 4 sierpnia 2000              | SzDSz             |
| 2     | Ferenc Mádl (1931–2011)                    |         | 4 sierpnia 2000      | 4 sierpnia 2005              | bezpartyjny       |
| 3     | László Sólyom (1942–2023)                  |         | 5 sierpnia 2005      | 6 sierpnia 2010              | bezpartyjny       |
| 4     | Pál Schmitt (1942–)                        |         | 6 sierpnia 2010      | 2 kwietnia 2012 (rezygnacja) | Fidesz            |
| -     | László Kövér (1959–)                       |         | 2 kwietnia 2012      | 10 maja 2012                 | Fidesz            |
| 5     | János Áder (1959–)                         |         | 10 maja 2012         | 9 maja 2022                  | Fidesz            |
| 6     | Katalin Novák (1977–)                      |         | 10 maja 2022         | 26 lutego 2024 (rezygnacja)  | Fidesz            |
| -     | László Kövér (1959–)                       |         | 26 lutego 2024       | 5 marca 2024                 | Fidesz            |
| 7     | Tamás Sulyok (1956–)                       |         | 5 marca 2024         | nadal                        | bezpartyjny       |